# Obligacja przychodowa
Obligacja przychodowa – szczególny rodzaj papierów dłużnych pozwalający ograniczyć odpowiedzialność emitenta do wysokości przychodów z przedsięwzięcia finansowanego z uzyskanych przez spółkę lub jednostkę samorządu terytorialnego środków.
Zgodnie z art. 24 Ustawy o obligacjach, obligacje przychodowe mogą przyznawać obligatariuszowi prawo do zaspokojenia swoich roszczeń z pierwszeństwem przed innymi wierzycielami emitenta:
- z całości albo z części przychodów lub z całości albo części majątku przedsięwzięć, które zostały sfinansowane ze środków uzyskanych z emisji obligacji lub
- z całości albo z części przychodów z innych przedsięwzięć określonych przez emitenta[1].

Obligacje przychodowe w polskim systemie papierów wartościowych wprowadzone zostały w roku 2000. Mimo długiego czasu, od jakiego możliwa jest ich emisja, do dziś zaledwie kilka podmiotów (spółek i JST) skorzystało z tego instrumentu.

## Istota obligacji przychodowych
Jako istotę obligacji przychodowych uznaje się zapewnienie obligatariuszom prawa pierwszeństwa do zaspokojenia roszczeń z określonego majątku emitenta oraz z określonych przychodów emitenta. Jak słusznie wskazuje L. Lipiec-Warzecha, cytowane uzasadnienie do zmian w ustawie jest na tyle lakoniczne, że trudno o odkodowanie ratio legis wprowadzenia nowego rodzaju obligacji.
Wzorcem dla polskich obligacji przychodowych były amerykańskie obligacje gwarantowane dochodami (revenue bonds). W USA obligacje takie emitują szpitale, władze stanowe, porty lotnicze, uniwersytety i inne przedsiębiorstwa działające ze sfery użyteczności publicznej. Środki za które ww. instytucje wypłacają odsetki oraz wykupują obligacje pochodzą z dochodów uzyskiwanych przez te podmioty z przedsięwzięć sfinansowanych obligacjami. Różnice pomiędzy revenue bonds a obligacjami przychodowymi wskazuje M. Bitner. Polski odpowiednik jest szczególny ze względu na odejście od ogólnej zasady stanowiącej, że emitent za swoje zobowiązania z tytułu obligacji odpowiada całym majątkiem. Obligacje przychodowe pozwalają emitentowi ograniczyć swoją odpowiedzialność tylko do kwoty przychodów lub wartości majątku przedsięwzięcia finansowanego z emisji.
Odstępstwo od tej zasady sprawia, że obligacje przychodowe są papierami z ograniczoną odpowiedzialnością. Dzięki temu w sytuacji, w której nie osiągnięto planowanych przychodów z przedsięwzięcia, a wielkość majątku, który powstał podczas inwestycji jest niewystarczająca i jednocześnie nie ma żadnego innego zabezpieczenia, negatywnymi skutkami zostanie obciążony wierzyciel (obligatariusz), a nie dłużnik (emitent).
O atrakcyjności tego instrumentu przesadzają następujące elementy:
- wyłączenie przepływów z obligacji przychodowych z limitu określonego w art. 243 ustawy o finansach publicznych,
- istnieje możliwość elastycznego dostosowywania emisji obligacji do potrzeb emitenta oraz terminów ich spłat,
- przedsięwzięcia te postrzegane są przez banki jako projekty o niskim ryzyku kredytowym, zaś obligacje przychodowe są papierami cieszącymi się wysokim zaufaniem,
- procedura przygotowywania emisji obligacji przychodowych jest mniej sformalizowana oraz krótsza od procedury aplikowania o kredyt[8].

## Dotychczasowe emisje
Mimo upływu lat obligacje przychodowe wciąż są dość egzotycznym instrumentem finansowania działalności podmiotów użyteczności publicznej. Do roku 2015 w Polsce przeprowadzono emisje w:
- do kwoty 600 mln zł na okres 24 lat – Miejskie Wodociągi i Kanalizacja w Bydgoszczy Sp. z o.o. – emisja w 2005 r.;
- do kwoty 166 mln zł – Miejskie Przedsiębiorstwo Komunikacyjne – Łódź Sp. z o.o. – emisja w 2006 r.;
- do kwoty 60 mln zł – Zakład Komunikacji Miejskiej w Gdańsku Sp. z o.o. – emisja w 2010 r.;
- do kwoty 220 mln zł – Zakład Komunikacji Miejskiej w Gdańsku Sp. z o.o. – emisja w 2010 r.;
- do kwoty 28 mln zł – Przedsiębiorstwo Wodociągów i Kanalizacji w Gnieźnie – emisja w 2012 r.;
- do kwoty 145 mln zł – Tramwaj Fordon Sp. z o.o. z siedzibą w Bydgoszczy – emisja w 2014 r.;
- do kwoty 40 mln zł – miasto Lublin – emisja w 2014 r[9];
- do kwoty 21 mln zł – Gmina Nysa – emisja w 2015 r.

Cztery z wyżej wymienionych projektów dotyczyły inwestycji w infrastrukturę transportową, dwa inwestycji w wodociągi i kanalizację, a jeden w infrastrukturę sportowo-rekreacyjną. Dopiero po 14 latach od wprowadzenia tego instrumentu do polskiego prawa zdecydowała się na niego pierwsza jednostka samorządu terytorialnego – miasto Lublin.
Przyczyną takiego stanu rzeczy może być duże skomplikowanie tego instrumentu oraz to, że nie wszystkie inwestycje nadają się do tego, by wyemitować na ich finansowanie obligacje przychodowe. Z zalet tego instrumentu dla samorządów należy podkreślić fakt, że ten instrument nie jest zaliczany przez ustawodawcę do wskaźnika zadłużenia z artykułu 243 ustawy o finansach publicznych.